# معتمدية السبيخة
معتمدية السبيخة إحدى معتمديات الجمهورية التونسية، تابعة لولاية القيروان. يحدها من الشمال الحدود الجنوبية لولاية زغوان، ومن الشرق ولاية سوسة، ومن الجنوب حدود معتمديتي القيروان الشمالية والشبيكة، ومن الغرب الحدود الشرقية لمعتمدية الوسلاتية.
| ولايات تونس | معتمديات ولاية القيروان | علم تونس |
| معتمدية بوحجلة · معتمدية حاجب العيون · معتمدية حفوز · معتمدية السبيخة · معتمدية الشبيكة · معتمدية الشراردة · معتمدية العلا معتمدية القيروان الجنوبية · معتمدية القيروان الشمالية · معتمدية نصر الله · معتمدية الوسلاتية |                         |          |

1. 1 2 3 4 5 6 7 8 9 10  "المناطق الترابية (العمادات) حسب الولايات والمعتمديات". اطلع عليه بتاريخ 2024-11-30.